# Kvarteret Penelope

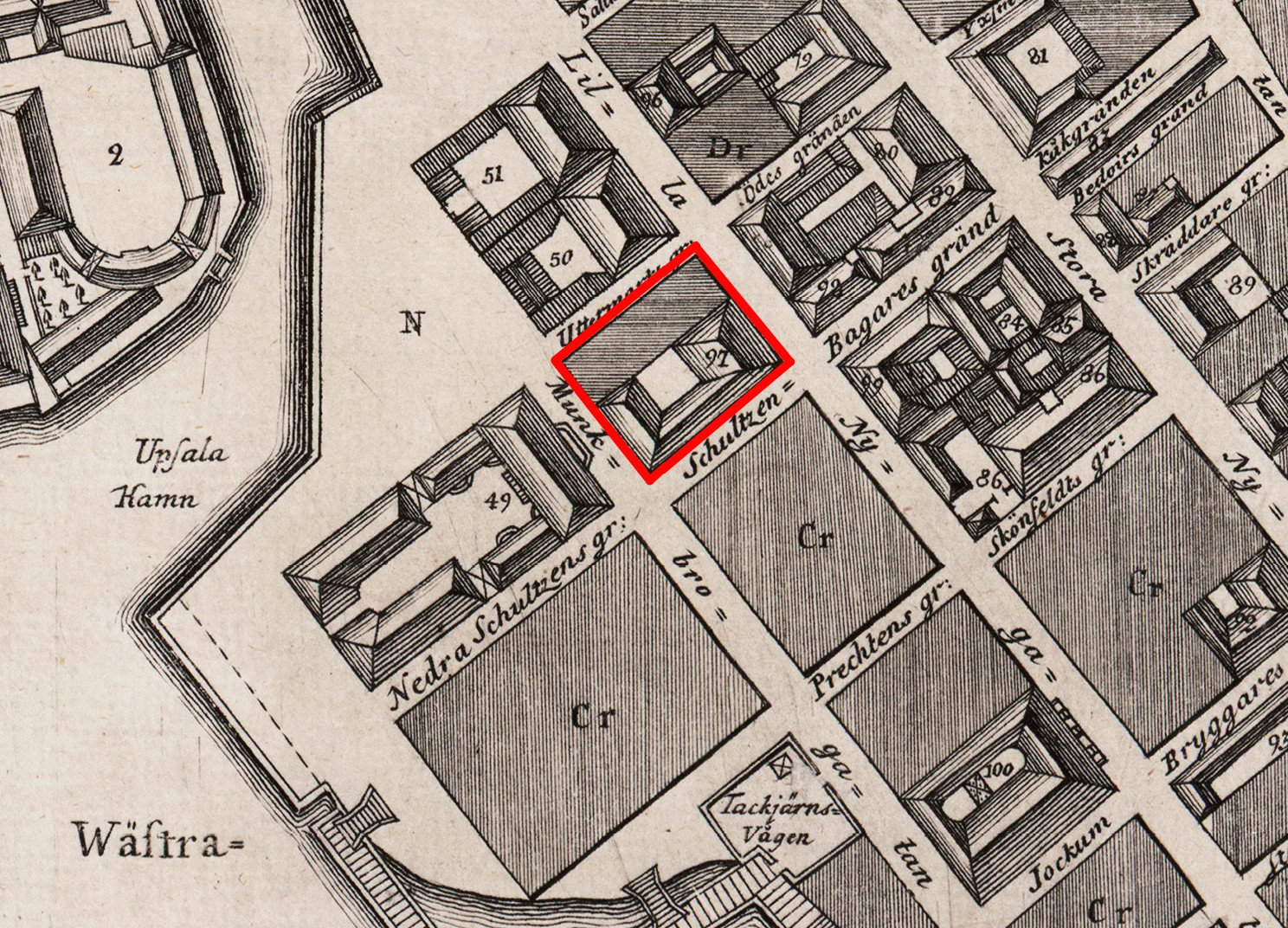
Del av Jonas Brolins karta från 1771. Nr 97: Kongl. General Post Contoiret.

Kvarteret Penelope är ett kvarter på sydvästra Gamla stan i Stockholm. Kvarteret begränsas av Yxsmedsgränd i nordväst, Lilla Nygatan i nordost, Kåkbrinken i sydost och Munkbrogatan i sydväst. Kvarteret består av två fastigheter, Penelope 1 och 2 som båda upptas av Kungliga posthuset med Sveriges Postmuseum.

## Namnet

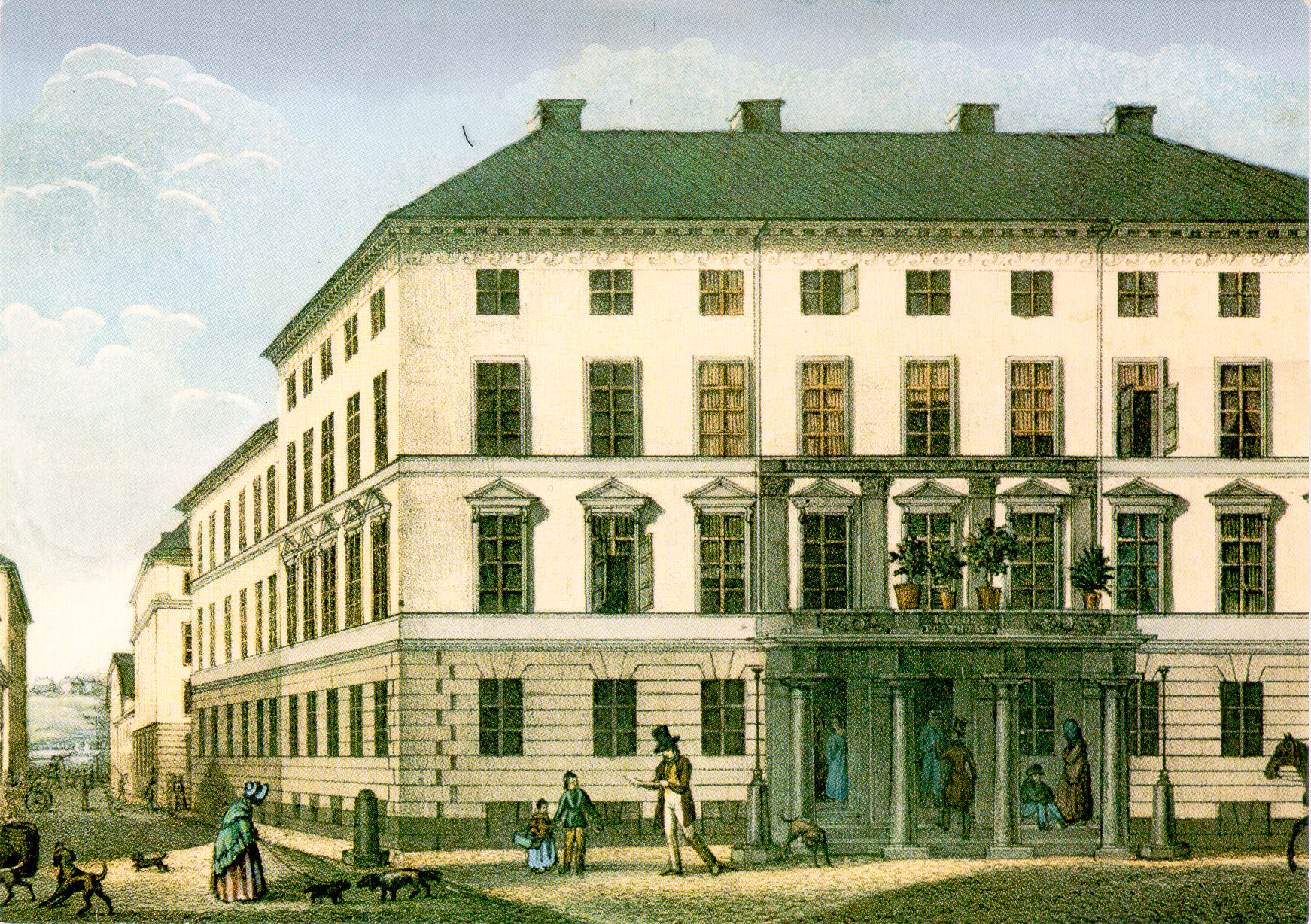
Kungliga posthuset på 1850-talet enligt Ferdinand Tollin, vy från Lilla Nygatan.

Gamla stans kvarter är övervägande döpta efter begrepp (främst gudar) ur den grekiska och romerska mytologin, så även kvarteret Penelope. Penelope var en prinsessa i den grekiska mytologin. Hon var hustru till Odysseus och dotter till Ikarios och skildras i Odysséen som ett mönster av lojalitet till sin make.

## Kvarteret
Kvarteret Penelope hör till de strikta, rektangulära kvarteren mellan Stora Nygatan och Munkbrogatan som bildades efter den Stora branden 1625 vilken utplånade Stadsholmens sydvästra delar. Kvarteret består av två fastigheter där den sydöstra (Penelope 2) bebyggdes på 1650-talet. På Petrus Tillaeus Stockholmskarta från 1733 redovisas ”Penelope” under nr 22. Hit flyttade Kongl. Post Contoiret 1719 och 1720 förvärvade Kungliga Posten huset. På Jonas Brolins karta från 1771 syns byggnaden (nr 97) Kongl: General Post Contoiret medan den nordvästra delen av kvarteret (Penelope 1) är fortfarande obebyggd. Sedan 1906 inrymmer byggnaden Sveriges Postmuseum. Byggnaden lagskyddades den 25 januari 1935 som ett statligt byggnadsminne.